# Abaradira
Abaradira était une ville dans la province romaine de Byzacène,. Son emplacement nous est inconnu mais elle aurait été située dans le centre de l'actuelle Tunisie.
Abaradira était également le siège d'un ancien évêché dont un seul évêque est connu, Praefectianus, qui a été convoqué par le roi vandale Huneric à un concile en 484 et envoyé ensuite en exil.

## Siège titulaire
Abaradira est de nos jours un évêché titulaire.
| Évêques titulaires d'Abaradira |                               |                                                                         |                  |                 |
| Numéro                         | Nom                           | Administration                                                          | de               | à               |
| 1                              | Joseph Fady MAfr              | Vicaire apostolique de Likuni (Fédération de Rhodésie et du Nyassaland) | 12 juillet 1951  | 25 avril 1959   |
| 2                              | Joseph James Byrne (de) CSSp  | Évêque émérite de Moshi (en) (Tanganyika)                               | 15 mai 1959      | 20 octobre 1961 |
| 3                              | Jan Wosiński (pl)             | Évêque auxiliaire à Płock (République populaire de Pologne)             | 20 novembre 1961 | 19 juillet 1996 |
| 4                              | Fernando Torres Durán (en)    | Évêque auxiliaire au Panama (Panama)                                    | 29 novembre 1996 | 2 juillet 1999  |
| 5                              | José Ángel Rovai (de)         | Évêque auxiliaire à Córdoba (Argentine)                                 | 13 août 1999     | 3 octobre 2006  |
| 6                              | Matthias Kobena Nketsiah (de) | Évêque auxiliaire à Cape Coast (en) (Ghana)                             | 24 novembre 2006 | 31 mai 2010     |
| 7                              | Marko Semren (en) OFM         | Évêque auxiliaire à Banja Luka (Bosnie-Herzégovine)                     | 15 juillet 2010  |                 |